# دلتا (میزوری)
دلتا (به انگلیسی: Delta) یک شهر در ایالات متحده آمریکا است که در شهرستان کاپ گیرارداو، میزوری واقع شده‌است. دلتا ۱٫۰۱ کیلومتر مربع مساحت و ۴۳۸ نفر جمعیت دارد و ۱۰۴ متر بالاتر از سطح دریا واقع شده‌است.